# Phomatospora striatispora
Phomatospora striatispora är en svampart som beskrevs av M.E. Barr 1994. Phomatospora striatispora ingår i släktet Phomatospora, ordningen kolkärnsvampar, klassen Sordariomycetes, divisionen sporsäcksvampar och riket svampar.   Inga underarter finns listade i Catalogue of Life.